# Rio Blies
Blies é um rio da França e da Alemanha. É afluente do rio Sarre pela margem direita, e tem 99,5 km de extensão, drenando uma bacia com 1960 km2 de área.
O Blies flui de três nascentes na região de Hunsrück, perto de Selbach, na Alemanha. A sua foz, no rio Sarre, fica perto de Sarreguemines, França. Flui através de Sankt Wendel, Ottweiler, Neunkirchen, Bexbach, Homburg e Blieskastel (Blieskastel deve o seu nome a este rio), até desaguar perto de Sarreguemines. Demarca parte da fronteira franco-alemã. O troço dentro da França e na fronteira franco-alemã tem 19,7 km de comprimento.